# VE 231 Saphir
Die VE 231 Saphir war eine französische Höhenforschungsrakete. Sie wurde zwischen 1965 und 1967 gestartet, hatte eine Nutzlastkapazität von 365 kg, eine Gipfelhöhe von 1000 km, einen Startschub von 280 kN, eine Startmasse von 18,058 t, einen Durchmesser von 1,40 m und eine Länge von 17,77 m. Aus der Saphir wurde die orbitale Diamant-Rakete entwickelt, die den ersten französischen Satelliten in den Orbit beförderte. Es gab sie in drei verschiedenen Versionen mit Funksteuerung (VE231P), Trägheitslenkung (VE231G) und zum Test der Abtrennung des Sprengkopfes und des ablativen Wiedereintrittskörpers (VE231R).
Zwischen den 5. Juli 1965 und dem 27. Januar 1967 wurden 15 Starts von der Startrampe Brigitte im algerischen Hammaguir durchgeführt. Die größte erreichte Höhe betrug 1150 km am 9. Oktober 1965.
Sie gehörte zum französischen VE-Programm (véhicule expérimental) zur Entwicklung von Luft-, Silo- oder U-Boot gestützten Interkontinentalraketen, zu dem auch die VE8, VE9, VA10 Aigle, VE110 Agate, VE111 Topaze, VE121 Emeraude und die VE210 Rubis gehörten. Diese Raketen wurden ab 1959 auf Anweisung von de Gaulle durch die im September 1959 gegründete Firma SEREB (Société pour l'Etude et la Réalisation d'Engins Balistiques) entwickelt.